# 이시와라 간지
이시와라 간지(일본어: 石原 莞爾, 1889년 1월 18일 ~ 1949년 8월 15일)는 제2차 세계대전 직전까지 활약한 일본 제국 육군의 군인이다. 별명으로 "육군의 이단아"가 있다.
한일 병합 이후 조선에서 근무하였으며, 1918년 장교의 출세인 육군대학을 졸업하였다. 관동군 작전주임 참모로 있을 때 이타가키 세이시로(板垣征四郎)와 함께 1931년 남만주철도 폭파 사건을 조작해 만주사변을 일으켰다. 일본 정부나 육군, 심지어는 관동군 상부의 허가조차 받지 않고 일으킨 일이었다. 그 뒤 1936년 청년 장교 쿠테타인 2.26 사건 때에는 참모본부 제2작전과장으로서 반란군을 진압했다. 도조 히데키와 대립하여 1941년 현역에서 물러났다. 태평양 전쟁 이후, 연합군 최고사령부의 요청으로 극동 국제 군사 재판에 증인으로 출석하였다.

## 초기 경력
야마가타현의 사무라이 집안에서 태어났다. 그의 아버지는 순사였으나, 보신 전쟁(戊辰戰爭) 때 막부측을 지지하여 자리를 잃었다. 이후 그는 육군유년학교를 거쳐 1909년 육군사관학교를 21기로 졸업하였다. 그는 한일 병합 이후 조선에서 근무하였으며, 1918년 장교의 출세 코스인 육군대학을 졸업하였다. 그는 육군사관학교와 육군대학에서 최상위권의 성적을 거두었으며, 휴가나 방학도 반납하고 독서를 할 정도로 학습에 열심이었다.
이후 참모직으로 일하다가, 독일에 주재무관으로 파견되어 전쟁사와 전략공부를 하기도 했다. 그는 독일의 전직장교들에게 직접 개인적으로 군사학을 배우기도 했다. 그리하여 일본에 돌아올 때는 유럽 전술이론의 전문가가 되어 있었다. 한편 그는 유럽으로 떠나기 전에 니치렌슈(日蓮宗)의 신자가 되었는데, 그 교리에 의해 일본이 다가올 세계 대전 이후의 황금시대에 세계 중심이 될 것임을 확신하고 있었다. 그리하여 그는 일본이 황인종의 중심이 되어 백인종의 시대를 종식시킨다고 믿게 되었다.

## 만주 사변

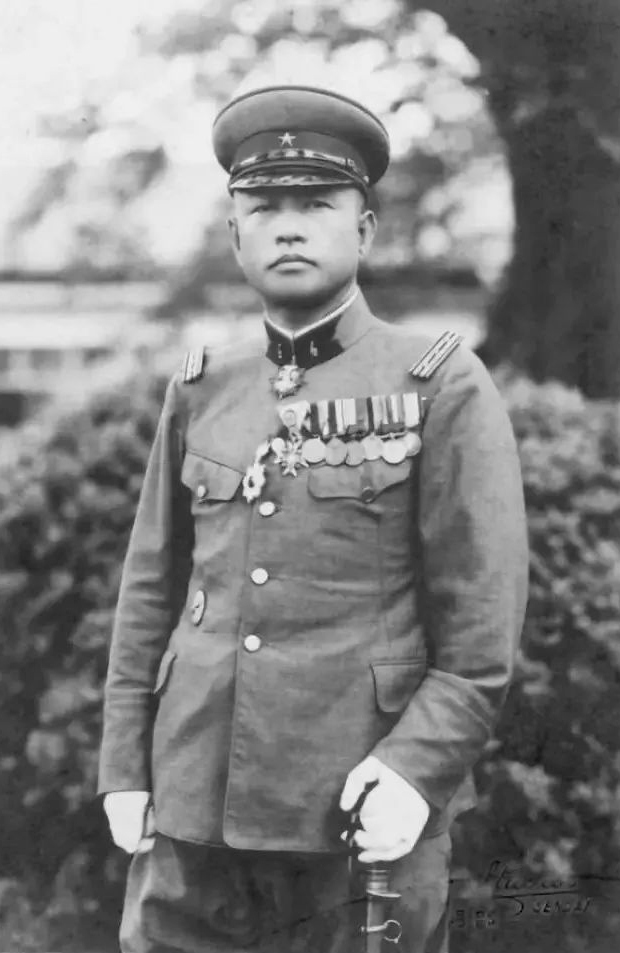
1934년의 이시와라 대좌. 그는 이 시기에 센다이 주둔 제4연대의 연대장이 되었다.

이시와라는 귀국 이후 육군 대학의 교관이 되었고, 이후 관동군의 참모로 만주에 파견되었다. 그는 1928년 장쭤린(張作霖) 폭사 사건 이후 몇달 지난 후 만주에 도착한 그는 중국 동북부(둥베이) 지역의 힘의 공백 상태를 인식하고, 이를 이용하여 만주 지배를 하기 위한 책략을 꾸몄다.
그리하여 1931년 일본의 남만주 철도회사에 의해 건설된 철도가 폭파되자(이것은 이시와라와 이타가키 세이지로가 꾸민 자작극으로 알려져 있다), 이를 기화로 삼아 본국정부나 육군, 심지어는 관동군 상부의 허가조차 받지 않고, 만주사변을 일으켜 만주의 주요 도시를 점령하였다. 이시와라는 이때 눈부신 군사적 재능을 발휘하여 약 1만여 명의 병력으로 23만 명의 장쉐량(張學良)의 중국 동북군 병력을 무력화시키고 만주 전역을 일본군의 손에 넣었다. 그리하여 일본의 괴뢰 국가인 만주국이 성립되었다. 이러한 독단 행위는 국제적으로 큰 문제를 야기하였으나, 그는 오히려 우익 청년 장교들의 우상이 되었고, 처벌을 받기는커녕 승진하여 센다이 주둔 제4연대의 연대장이 되었다.

## 동아연맹의 주창자
1935년 이시와라는 요직인 육군 참모부의 작전 부장에 임명되었다. 그는 일본을 중심으로 한 만주, 중국, 그리고 아시아 각국의 연맹체인 동아연맹을 구상했고, 이를 위해서는 소비에트 연방과의 전쟁이 불가피하다고 주장했다. 소비에트 연방을 패배시킨 후, 서양 각국의 식민지인 동남아시아로 진출하여 "해방"시키고, 이후에 미국과 대결해야 한다고 생각했다.
이것을 위해서는 일본의 정치가 그는 모든 정당을 하나로 묶고 군사 국가를 표방하는 일당제 국가로 탈바꿈 해야한다고 주장하였다. 그의 주장과 유사한 신념을 가진 청년 장교들에 의한 쿠데타인 2·26 사건이 터졌으나, 그는 반란을 규탄하고 오히려 계엄사령부에서 반란 진압에 앞장섰다. 이시와라가 만주에서 독단적인 행동을 한 것을 기억하고 있던 쇼와 천황조차 그가 반란 진압에 앞장 선 것을 의아해 했다고 한다.

## 좌천과 거세
1937년 3월 이시와라는 소장에 임명되었다. 그는 중일전쟁이 발발하자 자신의 지론인 소련과 전쟁에 방해되는 것이라고 생각하여 이를 반대했다. 특히 그는 전선을 확대시키려는 부하들의 발호를 막으려고 했으나, 도리어 "각하께서 (만주사변에) 하신 대로 저희는 할 뿐입니다"라는 비웃음섞인 대답을 들었다고 한다. 이시와라의 확전 불가론은 육군수뇌부와 마찰을 빚어 그는 중앙 요직으로부터 해임되어 관동군의 부참모장으로 좌천되었다. 그곳에서도 그는 대동아 공영권의 건설에는 관심이 없고, 지배자의 지위만을 향유하는 관동군의 지휘부를 비판하였고, 관동군 장교들의 월급을 삭감할 것을 제안하였다. 그러나 당시 관동군의 참모장이었던 도조 히데키(東條英機)와 마찰을 빚어 해임당하고 교토 근처의 마이즈루에 있는 한직으로 좌천되었다.
그는 일본에 돌아와서도 동아연맹을 위한 강연과 저술을 계속하였다. 그리하여 이를 위해 중국과 전쟁을 반대했다. 1939년 그는 중장에 임명되었고 제16사단장이 되었다. 이후 앙숙인 도조 히데키가 승승장구하여 수상까지 오른 반면, 이시와라는 도조를 "국가의 적"이라고 공개 비난하여 군에서 강제로 예편당했다. 그는 도조가 남방자원 확보를 위해 미국과 전쟁을 불사하여 태평양 전쟁을 개시하자, "기름때문에 전쟁을 시작하는 놈도 있나"하면서 미국과 전쟁을 반대했다고 한다.
이후 일본의 민간인들의 군사 지식이 박약하다고 생각하여, 리쓰메이칸 대학(立命館大学)의 교수에 초빙되어 2년간 민간인 학생들에게 군사학을 강의하기도 하였으나, 그를 위험분자라고 생각했던 도조의 명을 받은 헌병대와 특별고등경찰이 그를 감시했고 학교에 압력을 가하여 그는 물러날 수밖에 없었다.
이후 전쟁이 끝날 때까지 고향인 야마가타현으로 돌아가 저술 활동과 농업 연구에 종사하였다.

## 종전 이후
이시와라는 연합군 최고사령부의 요청으로 전범 재판에 증인으로 출석하였다. 그는 만주침략의 주도자임에도, 태평양 전쟁을 주도한 도조와 앙숙이었기 때문에 전범재판에 기소되지는 않았다.
그러나, 그는 일본 민간인 폭격을 명령한 미국 대통령(폭격 명령을 내린 대통령은 트루먼이었다.)이야말로 전범으로 기소해야 한다고 주장했다. 그는 종전 후에는 자신의 주장을 바꾸어 일본은 무장 없이 세계 평화에 이바지해야 한다고 주장하기도 했다. 그는 예편후에는 정치나 군사에 직접 개입하지는 않고, 저술활동을 통하여 자신의 주장을 알렸다. 이후 암과 간염으로 사망하였다.

## 관련 미디어
야스히코 요시카즈의 만화 《무지갯빛 트로츠키》에 등장한다. 도조 히데키와 대립하면서 일본인과 만주의 여러 민족들이 평등하다는 이상주의자인 척 하고 있으나, 궁극적으로는 소련과의 전쟁을 획책하는 군국주의자에 다름 아닌 모습이 드러나 있다.
카와구치 카이지의 만화 《지팡구》에도 주인공 중 하나로 등장하며, 여기서는 궁극적인 평화를 가져올 최종전쟁에 대해 설파하는 이상주의자로 굉장히 미화되어 등장한다.

## 같이 보기
- 만주사변
- 만주국
- 관동군
- 대동아공영권
- 팔굉일우
- 신주불멸
- 도이하라 겐지
- 이타가키 세이시로
- 가토 고이치